# Sindbjerg
Sindbjerg är en kulle i Danmark.   Den ligger utanför Sejs i Silkeborgs kommun, Region Mittjylland, i den centrala delen av landet, 190 km väster om Köpenhamn. Toppen på Sindbjerg är 103 meter över havet. Närmaste större samhälle är Silkeborg, 4,5 km nordväst om Sindbjerg. I omgivningarna runt Sindbjerg växer i huvudsak blandskog.
400 meter öster om Sindbjerg ligger tvillingtoppen Stovbjerg vars topp är 99 meter över havet.